# Премія НАН України імені В. С. Михалєвича
Премія НАН України імені В. С. Михалєвича — премія, встановлена НАН України з метою відзначення вчених, які опублікували найкращі наукові праці, здійснили винаходи і відкриття, що мають важливе значення для розвитку науки і економіки України за видатні досягнення в галузі інформатики, теорії оптимізації і системного аналізу. 
Премію засновано у 1997 р. постановою Президії НАН України від 20.06.1997 № 228 та названо на честь видатного українського науковця Михалєвича Володимира Сергійовича.  
Починаючи з 2007 року Премію імені В. С. Михалєвича присуджує Відділення інформатики НАН України щодва роки.

## Лауреати премії
Премії НАН України імені В. С. Михалєвича було присуджено:

| Рік  | Тема | Лауреати                       | Коротко про лауреата |
| ---- | --- | ------------------------------ | --- |
| 2020 | за цикл робіт «Математичні методи та інформаційні технології в задачах прийняття рішень та керування»                                          | Чикрій Аркадій Олексійович     | академік НАН України, завідувач відділу Інституту кібернетики ім. В. М. Глушкова НАН України |
| 2020 | за цикл робіт «Математичні методи та інформаційні технології в задачах прийняття рішень та керування»                                          | Провотар Олександр Іванович    | доктор фізико-математичних наук, завідувач кафедри Київського національного університету іменіТараса Шевченка                                                                                   |
| 2020 | за цикл робіт «Математичні методи та інформаційні технології в задачах прийняття рішень та керування»                                          | Кнопов Павло Соломонович       | член-кореспондент НАН України, завідувач відділу Інституту кібернетики ім. В. М. Глушкова НАН України                                                                                           |
| 2017 | Цикл робіт «Розвиток і дослідження математичних моделей і методів комбінаторної та негладкої оптимізації»                                      | Гуляницький Леонід Федорович   | доктор технічних наук, старший науковий співробітник, завідувач відділу Інститут кібернетики імені В. М. Глушкова НАН України                                                                   |
| 2017 | Цикл робіт «Розвиток і дослідження математичних моделей і методів комбінаторної та негладкої оптимізації»                                      | Стецюк Петро Іванович          | доктор фізико-математичних наук, старший науковий співробітник, завідувач відділу Інститут кібернетики імені В. М. Глушкова НАН України                                                         |
| 2017 | Цикл робіт «Розвиток і дослідження математичних моделей і методів комбінаторної та негладкої оптимізації»                                      | Шило Володимир Петрович        | доктор фізико-математичних наук, професор, провідний науковий співробітник Інститут кібернетики імені В. М. Глушкова НАН України                                                                |
| 2011 | Цикл робіт «Методи та інформаційні технології синтезу, аналізу і оптимізації складних комунікаційних систем»                                   | Крак Юрій Васильович           | доктор фізико-математичних наук, професор, Член-кореспондент НАН України (інформатика), завідувач відділу Інституту кібернетики ім. В. М. Глушкова                                              |
| 2011 | Цикл робіт «Методи та інформаційні технології синтезу, аналізу і оптимізації складних комунікаційних систем»                                   | Кривонос Юрій Георгійович      | доктор фізико-математичних наук, Академік НАН України (комп'ютерні технології) Інститут кібернетики імені В. М. Глушкова НАН України                                                            |
| 2011 | Цикл робіт «Методи та інформаційні технології синтезу, аналізу і оптимізації складних комунікаційних систем»                                   | Куляс Анатолій Іванович        | кандидат технічних наук, старший науковий співробітник, Інститут кібернетики імені В. М. Глушкова НАН України                                                                                   |
| 2008 | Цикл робіт «Аналіз деяких класів багатокомпонентних розподілених систем»                                                                       | Дейнека Василь Степанович      | доктор фізико-математичних наук, професор, Академік НАН України (математичне моделювання в екології), Інститут кібернетики імені В. М. Глушкова НАН України                                     |
| 2008 | Цикл робіт «Аналіз деяких класів багатокомпонентних розподілених систем»                                                                       | Довгий Станіслав Олексійович   | доктор фізико-математичних наук, професор, Академік НАН України, завідувач відділу Інституту телекомунікацій і глобального інформаційного простору НАН України                                  |
| 2005 | Цикл наукових праць «Інтегровані системи макромоделей економічного прогнозування»                                                              | Бакаєв Олександр Олександрович | Академік НАН України (економіка агропромислового комплексу), Міжнародний науково-навчальний центр інформаційних технологій та систем НАН та МОН України                                         |
| 2005 | Цикл наукових праць «Інтегровані системи макромоделей економічного прогнозування»                                                              | Геєць Валерій Михайлович       | доктор економічних наук, професор, Академік НАН України (макроекономіка), директор Державної установи «Інститут економіки та прогнозування НАН України»                                         |
| 2005 | Цикл наукових праць «Інтегровані системи макромоделей економічного прогнозування»                                                              | Скрипниченко Марія Іллівна     | доктор економічних наук, професор, Член-кореспондент НАН України (економетрика), Головний науковий співробітник Державної установи «Інститут економіки та прогнозування НАН України»            |
| 2003 | Серія праць «Методи оптимізації та системного аналізу в рішенні актуальних проблем управління, прийняття рішень і стратегічного планування»    | Згуровський Михайло Захарович  | доктор технічних наук, професор, Академік НАН України (інформатика та обчислювальні системи), ректор технічного університету України "Київський політехнічний інститут імені Ігоря Сікорського" |
| 2003 | Серія праць «Методи оптимізації та системного аналізу в рішенні актуальних проблем управління, прийняття рішень і стратегічного планування»    | Кунцевич Всеволод Михайлович   | доктор технічних наук, професор, Академік НАН України (системи керування), Інститут космічних досліджень НАН та ДКА України                                                                     |
| 2001 | Монографія «Інформатика в Україні. Становлення, розвиток, проблеми»                                                                            | Сергієнко Іван Васильович      | доктор фізико-математичних наук, професор, Академік НАН України (обчислювальна математика), директор Інституту кібернетики ім. В.М. Глушкова                                                    |
| 1999 | Серія праць «Асимптотичний аналіз стохастичних систем, квазіградієнтні методи в стохастичних задачах, алгоритми отримання квадратичних оцінок» | Єрмольєв Юрій Михайлович       | доктор фізико-математичних наук, Академік НАН України (математична кібернетика), Інститут кібернетики імені В. М. Глушкова НАН України                                                          |
| 1999 | Серія праць «Асимптотичний аналіз стохастичних систем, квазіградієнтні методи в стохастичних задачах, алгоритми отримання квадратичних оцінок» | Коваленко Ігор Миколайович     | доктор фізико-математичних наук, професор, Академік НАН України (математична теорія надійності), Інститут кібернетики імені В. М. Глушкова НАН України                                          |
| 1999 | Серія праць «Асимптотичний аналіз стохастичних систем, квазіградієнтні методи в стохастичних задачах, алгоритми отримання квадратичних оцінок» | Шор Наум Зуселевич             | Академік НАН України (інформатика), Інститут кібернетики імені В. М. Глушкова НАН України |